# 世界儿童日
世界儿童日，是联合国于1954年设立的国际节日，旨在增进全世界儿童的凝聚力，提高儿童意识，改善儿童福利。
1924年9月24日，国际联盟在日内瓦大会上通过了《儿童权利宣言》，为国际社会首次将儿童的基本权利帶入世界会议上讨论。1959年11月20日，联合国通过《儿童权利宣言》。1989年11月20日，联合国通过《儿童权利公约》，以纪念1959年11月20日联合国大会发表的《儿童权利宣言》，在联合国儿童基金会的支持下，承认儿童的基本权利。节日的目的旨在呼吁各国政府、企业和社区的领导者履行承诺，为现在及将来所有儿童的权利而行动起来，致力于实现每个孩子的每项权利。

## 历史渊源与主旨

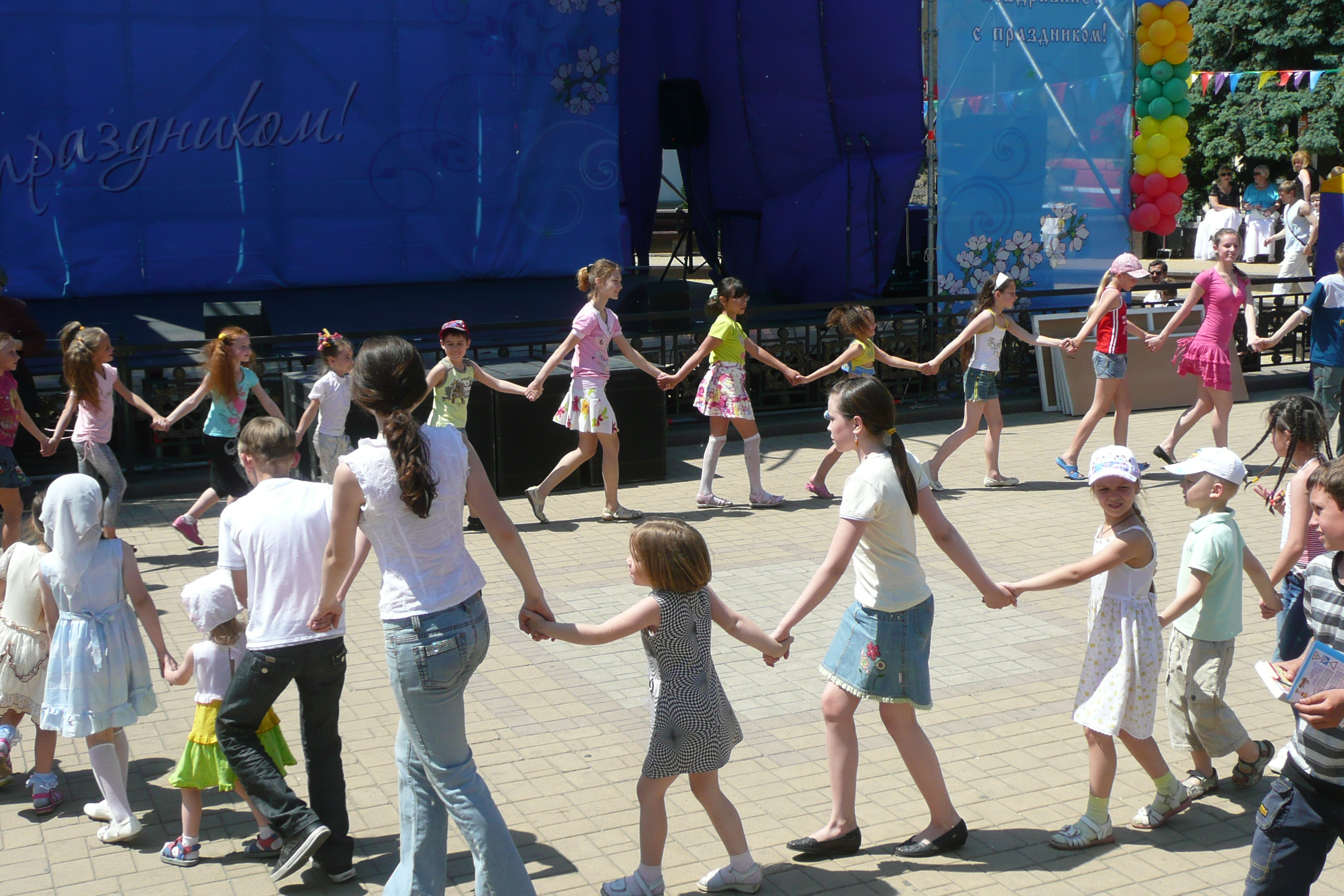
2011年，乌克兰頓涅茨克的儿童节

「儿童日」的最初概念，可以追溯到20世纪初，与儿童权利的相关发展。到了1902年，瑞典教育改革家愛倫‧凱出版了她的《世纪的孩子》一书，将儿童的保护、需求和权利带入了一个日益开明的公众视野。
第一次世界大战期间，难民儿童在战争中受到了巨大苦难，尤其是在第一次世界大战后的东欧所遭受的巨大变动。英国小学老师艾婕蘭泰·賈伯对此创立了「救助儿童会」，她坚信需要维护儿童的利益，因此起草了一个计划，并于1923年发送给日内瓦国际联盟。1924年9月24日，国际联盟大会通过了这项被称为《日内瓦儿童权利宣言》的宪章，这份文件明确指出儿童理应满足的各项要求：健康的成长、饥饿的儿童可获得食物、患病的儿童可获得医疗保障，发育迟缓的儿童可获得照料与教育，孤儿可获得收容所的接纳，以及可免于被剥削与压榨。
1925年，在瑞士日内瓦召开的关于儿童福利的国际会议上，当时来自54个国家的代表通过了一项日内瓦保护儿童联合声明，主要是为了保护儿童的权利和幸福。随着1945年6月26日联合国成立以及1946年国际联盟解散，《日内瓦儿童权利宣言》没有获得通过，因此失去了其国际法律基础。
1954年9月21日，第九届联合国大会上，在联合国儿童基金会的倡议下，各成员国决定在全世界范围内设立一个儿童节。主旨是：保护儿童的权利、促进各国儿童之间的友谊和提醒各国政府反对残害儿童、促进儿童成长、减少贫穷儿童等等。但是根据联合国规定，儿童节并不具有约束效力，各成员国可以自主选定一天作为自己的儿童节。正是出于这个原因，全世界有145个国家有各自的儿童节日，但是日期不尽统一，而且庆祝的方式也不一样。
1959年11月29日，联合国大会一致通过了《儿童权利宣言》，该宣言是在《日内瓦儿童权利宣言》发表35年后，但它仍然不受国际法的约束。 1979年，联合国教科文组织宣布该年为「国际儿童年」（International Year of the Child）。在此过程中，波兰政府为避免第二次世界大战期间超过两百万的波兰儿童惨遭无情杀害的惨痛历史重演，在波兰著名学者和波兰驻联合国人权委员会代表的亚当·洛帕特卡的倡议下，成立了一个委员会起草一项儿童权利公约。又过了十年，在1989年联合国大会通过了《儿童权利公约》后，使其根据国际法具有约束効力，此后的11月20日，联合国将此日子定为「世界儿童日」。
2019年，联合国为「世界儿童日」30周年纪念日发表致辞：
|                                                 | 在世界各地，儿童正向我们展现他们的力量，领导人正倡导为所有人建设一个更可持续的世界。让我们再接再厉，再度承诺把儿童放在首位。为了每一个儿童，每一项权利。 |
| ——联合国秘书长安东尼奥·古特雷斯，2019年11月20日 | |

## 近年的倡议
2000年，世界各国领导人概述了到2015年制止艾滋病毒蔓延的「千年发展目标」。尽管这适用于所有人，但主要目标是与儿童有关。联合国儿童基金会致力于实现适用于儿童需求的八个目标中的六个，以使他们都有权享受1989年儿童权利条约所规定的基本权利。儿童基金会提供疫苗，与决策者合作以提供良好的保健和教育，并专门致力于帮助儿童和保护其权利。
2010年5月1日，安东尼.雷克就任联合国儿童基金会第六任执行主任，承诺将采取一切措施，以解决困扰世界儿童的问题，尤其是那些生活在冲突地带的贫苦而又恐惧的数百万儿童的问题。
2012年9月，联合国秘书长潘基文领导了儿童教育倡议。他首先希望每个孩子都能上学，这是到2015年的目标。其次，提高这些学校所掌握的技能。最后，实施有关教育的政策以促进和平，尊重和环境关注。世界儿童节不仅是为了庆祝儿童的身份而举行的一天，而且还向全世界遭受虐待，剥削和歧视形式暴力的儿童提高认识。在某些国家，儿童被当做劳动者，陷入于武装冲突、流落街头、遭受宗教、少数群体问题或残疾之苦。受到战争影响的儿童可能因武装冲突而流离失所，并可能遭受身心创伤。
潘基文在2015年对「儿童与武装冲突」的问题上描述了以下违法行为：招募和雇用儿童兵、杀害和残害儿童、囚禁和酷刑、性虐待、强迫招募和绑架，对学校/医院的袭击以及允许不人道主义手段接触儿童，大约有2亿3000万儿童在5至14岁之间被迫从事童工劳动。国际劳工组织于1999年6月17日通过了《消除最恶劣形式童工劳动公约》，给各国签字、批准和加入。公约呼吁禁止和消除包括奴役、强迫劳动和贩运儿童在内的最恶劣形式的童工，禁止让儿童参与武装冲突，从事卖淫、色情和毒品贩运等非法活动以及危险工作。

## 国际儿童节旗帜
绿色的底色象征着成长，和谐，生气勃勃和丰富。最上方的蓝色人形象征着上帝，他赐予儿童和人类以博爱。红黄黑白四色儿童人形代表着四个人种。儿童是种族，宗教，身体，心理和社会的多样性达致和平与宽容的关键。由人形图像的脚组成的五角星代表着光明，象征着儿童创造的光明的未来。五角星上的五个角代表五大洲。处于正中央的地球形象，象征着我们共有的家园。人形图像伸出双手，代表世界人民的团结友爱。

## 相关
- 流浪儿
- 孤儿
- 收养